# Love Me Harder
"Love Me Harder" is een nummer van de Amerikaanse zangeres Ariana Grande samen met de Canadese zanger The Weeknd. Het nummer kwam uit op 30 september 2014 en staat op Grande's tweede studioalbum My Everything. "Love Me Harder" is geschreven door Max Martin, Savan Kotecha, Peter Svensson, Ali Payami en The Weeknd. In de Amerikaanse hitlijsten behaalde het nummer de zevende plaats. In Canada en in Nederland piekte het nummer op de tiende plaats.
De muziekvideo kwam uit op 3 november 2014 en is geregisseerd door Hannah Lux Davis. Davis heeft ook de videoclip van "Bang Bang" geregisseerd, waar Grande ook op te horen is.

## Tracklijst
| Nr. | Titel                           | Duur  |
| --- | ------------------------------- | ----- |
| 1.  | Love Me Harder (met The Weeknd) | 03:56 |
| 2.  | Cadillac Song                   | 02:52 |
| 3.  | Too Close                       | 03:35 |

| Nr. | Titel                                  | Duur  |
| --- | -------------------------------------- | ----- |
| 1.  | Love Me Harder (Thèmemoir's UKG Remix) | 03:09 |
| 2.  | Love Me Harder (Linear Curb Remix)     | 03:19 |
| 3.  | Love Me Harder (Pyrococcus Remix)      | 05:11 |
| 4.  | Love Me Harder (RIKAAR Lovers mX)      | 05:37 |

## Hitnoteringen

### Nederlandse Top 40
| Hitnotering: 29-11-2014 t/m 28-03-2015 | Hitnotering: 29-11-2014 t/m 28-03-2015 | Hitnotering: 29-11-2014 t/m 28-03-2015 | Hitnotering: 29-11-2014 t/m 28-03-2015 | Hitnotering: 29-11-2014 t/m 28-03-2015 | Hitnotering: 29-11-2014 t/m 28-03-2015 | Hitnotering: 29-11-2014 t/m 28-03-2015 | Hitnotering: 29-11-2014 t/m 28-03-2015 | Hitnotering: 29-11-2014 t/m 28-03-2015 | Hitnotering: 29-11-2014 t/m 28-03-2015 | Hitnotering: 29-11-2014 t/m 28-03-2015 | Hitnotering: 29-11-2014 t/m 28-03-2015 | Hitnotering: 29-11-2014 t/m 28-03-2015 | Hitnotering: 29-11-2014 t/m 28-03-2015 | Hitnotering: 29-11-2014 t/m 28-03-2015 | Hitnotering: 29-11-2014 t/m 28-03-2015 | Hitnotering: 29-11-2014 t/m 28-03-2015 | Hitnotering: 29-11-2014 t/m 28-03-2015 | Hitnotering: 29-11-2014 t/m 28-03-2015 |
| Week:                                  | 1                                      | 2                                      | 3                                      | 4                                      | 5                                      | 6                                      | 7                                      | 8                                      | 9                                      | 10                                     | 11                                     | 12                                     | 13                                     | 14                                     | 15                                     | 16                                     | 17                                     |                                        |
| -------------------------------------- | -------------------------------------- | -------------------------------------- | -------------------------------------- | -------------------------------------- | -------------------------------------- | -------------------------------------- | -------------------------------------- | -------------------------------------- | -------------------------------------- | -------------------------------------- | -------------------------------------- | -------------------------------------- | -------------------------------------- | -------------------------------------- | -------------------------------------- | -------------------------------------- | -------------------------------------- | -------------------------------------- |
| Positie:                               | 27                                     | 10                                     | 7                                      | 8                                      | 9                                      | 9                                      | 13                                     | 13                                     | 14                                     | 18                                     | 18                                     | 19                                     | 21                                     | 25                                     | 30                                     | 35                                     | 38                                     | uit                                    |

### NederlandseSingle Top 100
| Hitnotering (week 1 t/m 29): 08-11-2014 t/m 23-05-2015 Hitnotering (week 30): 06-06-2015 | Hitnotering (week 1 t/m 29): 08-11-2014 t/m 23-05-2015 Hitnotering (week 30): 06-06-2015 | Hitnotering (week 1 t/m 29): 08-11-2014 t/m 23-05-2015 Hitnotering (week 30): 06-06-2015 | Hitnotering (week 1 t/m 29): 08-11-2014 t/m 23-05-2015 Hitnotering (week 30): 06-06-2015 | Hitnotering (week 1 t/m 29): 08-11-2014 t/m 23-05-2015 Hitnotering (week 30): 06-06-2015 | Hitnotering (week 1 t/m 29): 08-11-2014 t/m 23-05-2015 Hitnotering (week 30): 06-06-2015 | Hitnotering (week 1 t/m 29): 08-11-2014 t/m 23-05-2015 Hitnotering (week 30): 06-06-2015 | Hitnotering (week 1 t/m 29): 08-11-2014 t/m 23-05-2015 Hitnotering (week 30): 06-06-2015 | Hitnotering (week 1 t/m 29): 08-11-2014 t/m 23-05-2015 Hitnotering (week 30): 06-06-2015 | Hitnotering (week 1 t/m 29): 08-11-2014 t/m 23-05-2015 Hitnotering (week 30): 06-06-2015 | Hitnotering (week 1 t/m 29): 08-11-2014 t/m 23-05-2015 Hitnotering (week 30): 06-06-2015 | Hitnotering (week 1 t/m 29): 08-11-2014 t/m 23-05-2015 Hitnotering (week 30): 06-06-2015 | Hitnotering (week 1 t/m 29): 08-11-2014 t/m 23-05-2015 Hitnotering (week 30): 06-06-2015 | Hitnotering (week 1 t/m 29): 08-11-2014 t/m 23-05-2015 Hitnotering (week 30): 06-06-2015 | Hitnotering (week 1 t/m 29): 08-11-2014 t/m 23-05-2015 Hitnotering (week 30): 06-06-2015 | Hitnotering (week 1 t/m 29): 08-11-2014 t/m 23-05-2015 Hitnotering (week 30): 06-06-2015 | Hitnotering (week 1 t/m 29): 08-11-2014 t/m 23-05-2015 Hitnotering (week 30): 06-06-2015 |
| Week:                                                                                    | 1                                                                                        | 2                                                                                        | 3                                                                                        | 4                                                                                        | 5                                                                                        | 6                                                                                        | 7                                                                                        | 8                                                                                        | 9                                                                                        | 10                                                                                       | 11                                                                                       | 12                                                                                       | 13                                                                                       | 14                                                                                       | 15                                                                                       | 16                                                                                       |
| ---------------------------------------------------------------------------------------- | ---------------------------------------------------------------------------------------- | ---------------------------------------------------------------------------------------- | ---------------------------------------------------------------------------------------- | ---------------------------------------------------------------------------------------- | ---------------------------------------------------------------------------------------- | ---------------------------------------------------------------------------------------- | ---------------------------------------------------------------------------------------- | ---------------------------------------------------------------------------------------- | ---------------------------------------------------------------------------------------- | ---------------------------------------------------------------------------------------- | ---------------------------------------------------------------------------------------- | ---------------------------------------------------------------------------------------- | ---------------------------------------------------------------------------------------- | ---------------------------------------------------------------------------------------- | ---------------------------------------------------------------------------------------- | ---------------------------------------------------------------------------------------- |
| Positie:                                                                                 | 67                                                                                       | 50                                                                                       | 40                                                                                       | 22                                                                                       | 15                                                                                       | 13                                                                                       | 14                                                                                       | 14                                                                                       | 12                                                                                       | 12                                                                                       | 12                                                                                       | 14                                                                                       | 13                                                                                       | 13                                                                                       | 16                                                                                       | 21                                                                                       |
| Week:                                                                                    | 17                                                                                       | 18                                                                                       | 19                                                                                       | 20                                                                                       | 21                                                                                       | 22                                                                                       | 23                                                                                       | 24                                                                                       | 25                                                                                       | 26                                                                                       | 27                                                                                       | 28                                                                                       | 29                                                                                       |                                                                                          | 30                                                                                       |                                                                                          |
| Positie:                                                                                 | 25                                                                                       | 29                                                                                       | 32                                                                                       | 36                                                                                       | 36                                                                                       | 40                                                                                       | 43                                                                                       | 48                                                                                       | 53                                                                                       | 57                                                                                       | 61                                                                                       | 96                                                                                       | 95                                                                                       | uit                                                                                      | 96                                                                                       | uit                                                                                      |

### 3FM Mega Top 50
| Hitnotering: 15-11-2014 t/m 18-04-2015 | Hitnotering: 15-11-2014 t/m 18-04-2015 | Hitnotering: 15-11-2014 t/m 18-04-2015 | Hitnotering: 15-11-2014 t/m 18-04-2015 | Hitnotering: 15-11-2014 t/m 18-04-2015 | Hitnotering: 15-11-2014 t/m 18-04-2015 | Hitnotering: 15-11-2014 t/m 18-04-2015 | Hitnotering: 15-11-2014 t/m 18-04-2015 | Hitnotering: 15-11-2014 t/m 18-04-2015 | Hitnotering: 15-11-2014 t/m 18-04-2015 | Hitnotering: 15-11-2014 t/m 18-04-2015 | Hitnotering: 15-11-2014 t/m 18-04-2015 | Hitnotering: 15-11-2014 t/m 18-04-2015 |
| Week:                                  | 1                                      | 2                                      | 3                                      | 4                                      | 5                                      | 6                                      | 7                                      | 8                                      | 9                                      | 10                                     | 11                                     | 12                                     |
| -------------------------------------- | -------------------------------------- | -------------------------------------- | -------------------------------------- | -------------------------------------- | -------------------------------------- | -------------------------------------- | -------------------------------------- | -------------------------------------- | -------------------------------------- | -------------------------------------- | -------------------------------------- | -------------------------------------- |
| Positie:                               | 46                                     | 45                                     | 23                                     | 16                                     | 11                                     | 13                                     | 12                                     | 12                                     | 14                                     | 16                                     | 17                                     | 21                                     |
| Week:                                  | 13                                     | 14                                     | 15                                     | 16                                     | 17                                     | 18                                     | 19                                     | 20                                     | 21                                     | 22                                     | 23                                     |                                        |
| Positie:                               | 18                                     | 22                                     | 17                                     | 18                                     | 27                                     | 33                                     | 39                                     | 44                                     | 37                                     | 49                                     | 49                                     | uit                                    |

## Releasedata
| Land             | Releasedatum     | Formaat                    | Label     |
| ---------------- | ---------------- | -------------------------- | --------- |
| Verenigde Staten | 7 oktober 2014   | Radio                      | Republic  |
| Australië        | 21 november 2014 | Muziekdownload (EP-editie) | Republic  |
| Nieuw-Zeeland    | 21 november 2014 | Muziekdownload (EP-editie) | Republic  |
| Italië           | 5 december 2014  | Radio                      | Universal |